# Thane Baker
Walter Thane Baker (* 4. Oktober 1931 in Elkhart, Kansas) ist ein ehemaliger US-amerikanischer Leichtathlet und Olympiasieger.
In seiner Zeit als Student der Kansas State University hatte er seine größten sportlichen Erfolge. 1953 gewann er die NCAA-Meisterschaften über 220 Yards und 1956 die AAU-Meisterschaften über 200 Meter. Vor der Olympiade 1956 stellte er den seit vielen Jahren bestehenden Rekord über 100 Meter von Jesse Owens ein, ebenso zweimal den Weltrekord über 200 Meter.
Bei den XV. Olympischen Spielen 1952 in Helsinki gewann er die Silbermedaille im 200-Meter-Lauf zwischen seinen beiden Landsmännern Andy Stanfield (Gold) und James Gathers (Bronze). Bei den XVI. Olympischen Spielen 1956 in Melbourne übertraf er seine Leistungen von 1952 und gewann die Silbermedaille im 100-Meter-Lauf hinter dem US-Amerikaner Bobby Morrow (Gold) und vor dem Australier Hector Hogan (Bronze), die Bronzemedaille im 200-Meter-Lauf hinter den beiden US-Amerikanern Bobby Morrow (Gold) und Andy Stanfield (Silber) sowie die Mannschaftsgoldmedaille im 4-mal-100-Meter-Staffellauf zusammen mit seinen Teamkollegen Ira Murchison, Leamon King und Bobby Morrow, vor den Teams aus der Sowjetunion (Silber) und Deutschland (Bronze).